# Prince of Wales Mountains
Prince of Wales Mountains är en bergskedja i Kanada.   Den ligger i territoriet Nunavut, i den nordöstra delen av landet, 3 700 km norr om huvudstaden Ottawa.
Trakten runt Prince of Wales Mountains är permanent täckt av is och snö. Trakten runt Prince of Wales Mountains är nära nog obefolkad, med mindre än två invånare per kvadratkilometer.